# Парк Железнодорожников (Петрозаводск)
Парк Железнодоро́жников — парк в городе Петрозаводске.

## История
Предстоящее 30 июля 1937 года празднование Всесоюзного Сталинского дня железнодорожников власти Петрозаводска решили организовать на месте Нового немецкого кладбища. Пустырь образовался к маю 1937 года на Немецком кладбище после проведения предварительных работ по демонтажу надгробий, вскрытию могил, эксгумации останков и переносу их на другие кладбища Петрозаводска.
Силами железнодорожников Петрозаводска, в рамках проведения субботников, в парке были разбиты газоны, клумбы, устроен фонтан, установлены скульптурные композиции, установлен бюст народного комиссара путей сообщения СССР Лазаря Кагановича, построен забор, арочный вход в парк, сцена и танцевальная площадка.
В 1938 году рядом с Парком железнодорожников был построен стадион «Локомотив» (ликвидирован в 1954 году, так как по месту его расположения прошла новая улица Шотмана).
Парк был закрыт в период оккупации Петрозаводска с 1941 по 1944 год, финскими оккупационными властями были демонтированы сцена и скульптуры.
После освобождения Петрозаводска, после Великой Отечественной войны, Парк железнодорожников был восстановлен, в нём был открыт фонтан и установлен памятник И. В. Сталину (в 1956 году на месте памятника Сталину был установлен памятник В. И. Ленину, который в начале 1960-х годов был перенесён в Петрозаводское локомотивное депо, где в начале 1990-х годов был демонтирован).
В 1966 году на западной границе парка был построен Дом культуры железнодорожников (архитектор Адалева Э. Б.).
В 2019 году в парке, по городской программе благоустройства, были отсыпаны пешеходные дорожки и площадки, обустроены газоны, установлены дополнительные скамейки и детское игровое оборудование. Вход в парк оформлен декоративной металлической аркой с изображением паровоза.